# غنيبانية
غَنِيبَانية (الاسم العلمي: Gagnepainia)، جنس نباتات من فصيلة الزنجبيلية. تشمل ثلاثة أنواع معروفة، كلها موطنها الهند الصينية. وصفت الأنواع الثلاثة بدايةً في عام 1895 بوصفها أعضاء في جنس نصف سحلب، ثم نُقلت إلى غنيبانية التي أُنشأت حديثًا في عام 1904.
- Gagnepainia godefroyi (Baill.) K.Schum. in H.G.A.Engler - تايلاند، كمبوديا، بورما
- Gagnepainia harmandii (Baill.) K.Schum. in H.G.A.Engler - كمبوديا
- Gagnepainia thoreliana (Baill.) K.Schum. in H.G.A.Engler - فيتنام

سُمي الجنس عام 1904 بواسطة كارل موريتز شومان وهو مُهدى لعالم النبات الفرنسي فرانسوا غانيبان، الذي وصف العديد من الأنواع الجديدة من المستعمرة السابقة للهند الصينية الفرنسية.

## روابط خارجية
- Smithsonian National Museum of Natural History, Genera in the Zingiberaceae, Gagnepainia  نسخة محفوظة 2014-07-15 على موقع واي باك مشين.